# 威尼斯朱利亞

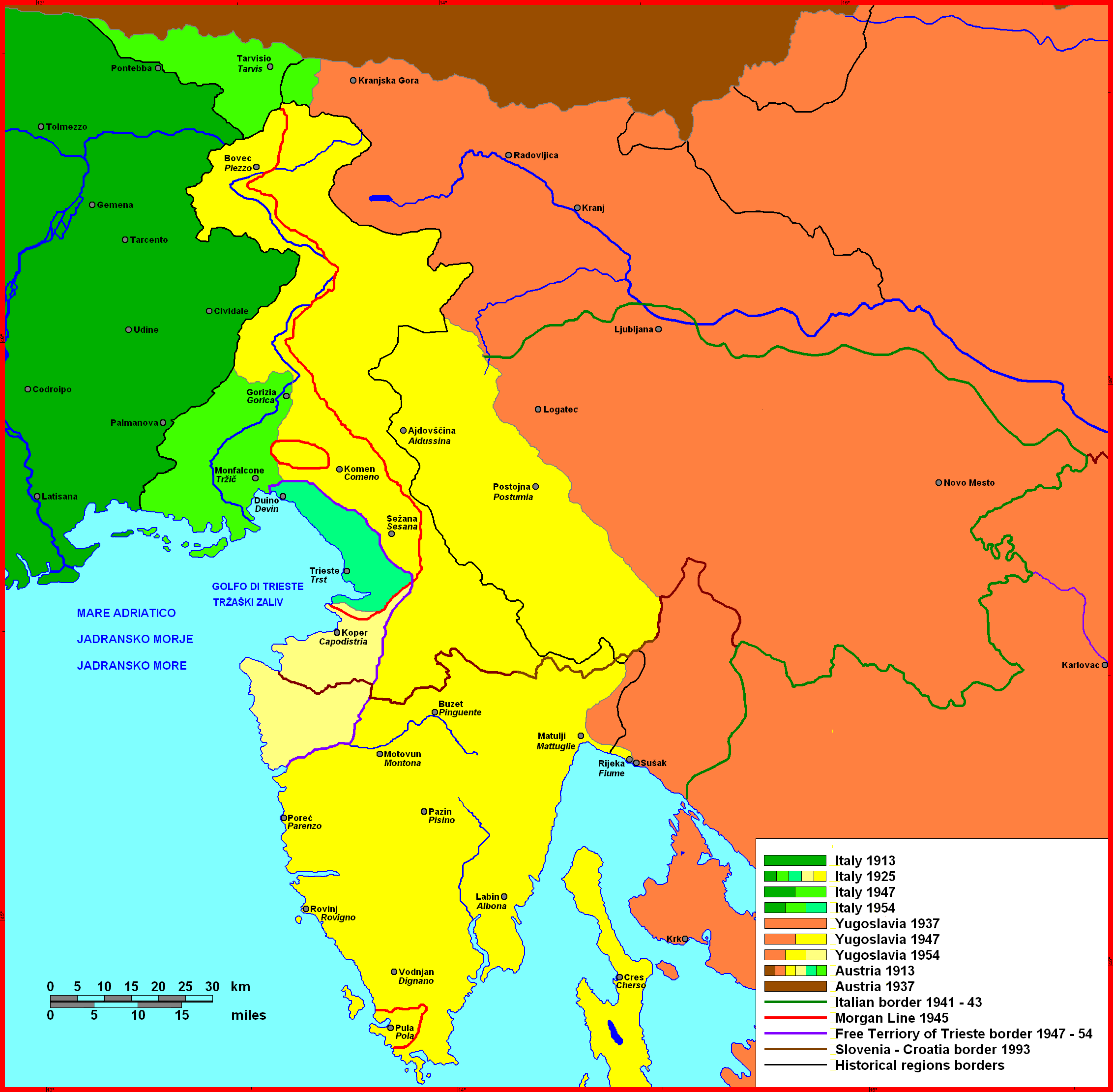
威尼斯朱利亞地區國境的變遷

威尼斯朱利亞（義大利語：Venezia Giulia）是橫跨義大利、斯洛維尼亞和克羅埃西亞的一個歷史地區。這一地區臨亞德里亞海，包括了伊斯特拉半島，主要城市是的里雅斯特。在戰間期時，這裡曾全部由義大利王國統治。現在這裡由義大利、斯洛維尼亞和克羅埃西亞三國分治。